# Ariel Szaron
Ariel Szaron, również Ari’el Szaron, Arik Szaron (hebr. ‏אֲרִיאֵל שָׁרוֹן‎, wym. [aʁiˈ(ʔ)el ʃaˈʁon] ( odsłuchaj), ur. jako Ariel Scheinerman 26 lutego 1928 w Kefar Malal, zm. 11 stycznia 2014 w Tel Awiwie) – izraelski polityk i dowódca wojskowy (generał major), premier Izraela w latach 2001–2006, stał na czele dwudziestego dziewiątego i trzydziestego rządu Izraela.
Był żołnierzem Sił Obronnych Izraela od czasu ich powstania w 1948. Jako spadochroniarz i oficer, uczestniczył w I wojnie izraelsko-arabskiej (1948–1949), dowodząc plutonem w Brygadzie Aleksandroni i biorąc udział w wielu bitwach (m.in. w operacja Bin Nun Alef). Był głównym twórcą sił specjalnych izraelskiej armii (tzw. Jednostka 101) i akcji odwetowych za ataki arabskich fedainów. Brał także udział w operacjach wojskowych podczas kryzysu sueskiego w 1956, wojny sześciodniowej w 1967, wojny na wyczerpanie (1967–1970) oraz wojny Jom Kipur w 1973. Jako minister obrony, kierował izraelskimi siłami podczas wojny libańskiej w 1982. Uznawany był za jednego z najwybitniejszych dowódców wojskowych w historii Izraela.
Po zakończeniu kariery w armii, rozpoczął działalność polityczną. Wstąpił do prawicowej partii Likud i zajmował ministerialne stanowiska w rządach tworzonych przez to ugrupowanie w latach 1977–1992 i 1996–1999. W 1983 stworzona przez izraelski rząd tzw. Komisja Kahana orzekła, że Szaron, jako minister obrony w trakcie wojny w Libanie w 1982, ponosi osobistą odpowiedzialność za zignorowanie niebezpieczeństwa rozlewu krwi i zemsty, do których doszło w wyniku ataku libańskich oddziałów maronickich na palestyńskich cywili znajdujących się w obozach dla uchodźców Sabra i Szatila. Komisja zarekomendowała usunięcie Szarona ze stanowiska ministerialnego. Początkowo odmówił on złożenia rezygnacji, jednak ostatecznie to uczynił.
Został liderem Likudu w 2000, a następnie premierem Izraela. Stanowisko to piastował od 2001 do 2006.
Od lat 70. do 90. XX wieku Szaron popierał żydowskie osadnictwo na Zachodnim Brzegu i w Strefie Gazy. Jednakże, jako szef rządu, w latach 2004–2005 wprowadzał w życie stworzony przez siebie plan likwidacji osiedli w Strefie Gazy. Napotykając na opór względem tych posunięć nawet we własnej partii, w listopadzie 2005 opuścił Likud i stworzył nowe ugrupowanie – Kadima. Według przewidywań, miał spore szanse na zwycięstwo w wyborach parlamentarnych i wycofanie osadników także z Zachodniego Brzegu, w wyniku serii jednostronnych posunięć. Jednakże 4 stycznia 2006 Szaron doznał ciężkiego udaru mózgu i zapadł w śpiączkę, w której pozostawał przez 8 lat aż do śmierci 11 stycznia 2014.

## Życiorys

### Kariera wojskowa
Pochodził z rodziny żydowskich imigrantów, która wyemigrowała do Palestyny z Brześcia Litewskiego.
W 1942 roku wstąpił do żydowskiej podziemnej organizacji wojskowej Hagana. Podczas wojny o niepodległość Izraela dowodził kompanią piechoty w Brygadzie Aleksandroni. W tym okresie Dawid Ben Gurion zmienił nazwisko młodego Scheinermana na Szaron, od doliny Szaron, na której leży Kefar Malal. W latach 1949–1950 był dowódcą Brygady Golani. W latach 1951–1952 służył jako oficer wywiadu w dowództwach Centralnym i Północnym. W 1953 zorganizował jednostkę specjalną Jednostka 101 i został jej dowódcą. W tamtym czasie arabscy bojownicy przeprowadzali ataki na Izraelczyków. Jednostka 101 dokonywała akcji odwetowych, w dużej części skierowanych przeciwko ludności cywilnej. Została rozwiązana w 1955 r.
Podczas kampanii sueskiej (1956) Szaron dowodził brygadą spadochroniarzy. Pełniąc służbę zawodowego oficera, ukończył w 1957 roku wyższą uczelnię sztabową w Wielkiej Brytanii. W latach 1958–1962 był komendantem szkoły piechoty w Izraelu. W 1962 roku ukończył prawo na Uniwersytecie Hebrajskim w Jerozolimie. W 1964 r. został mianowany szefem sztabu Dowództwa Północnego i pełnił tę funkcję do roku 1965. W 1966 r. otrzymał stopień generała i został szefem wydziału szkoleniowego w Sztabie Generalnym.
Podczas wojny sześciodniowej (1967) dowodził dywizją pancerną. W 1969 roku został szefem Dowództwa Południowego. W 1973 roku Ariel Szaron zakończył karierę wojskową, jednakże podczas wojny Jom Kipur (1973) objął jeszcze dowództwo nad dywizją pancerną. Odniósł znaczący sukces na Półwyspie Synaj: przekroczył Kanał Sueski, zmuszając Egipt do zawieszenia ognia.

### Kariera polityczna

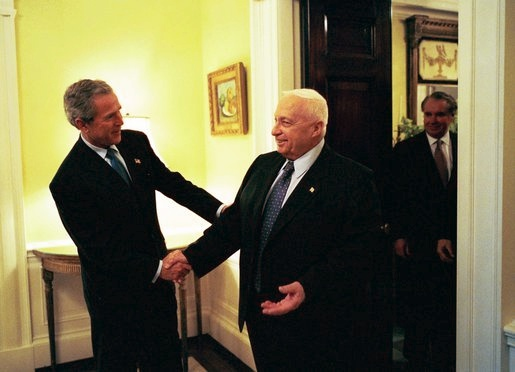
Ariel Szaron z George’em W. Bushem

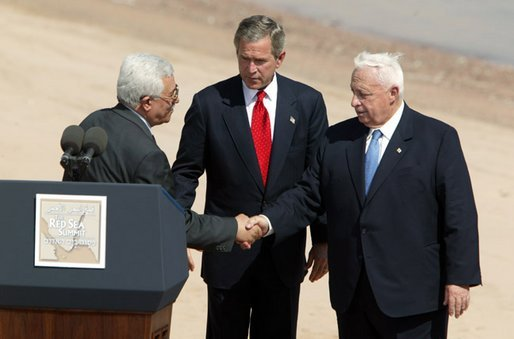
Mahmud Abbas, George W. Bush i Ariel Szaron (2004)

Kariera polityczna Szarona rozpoczęła się od wyboru do izraelskiego parlamentu – Knesetu w roku 1973. Rok później zrezygnował i został doradcą do spraw bezpieczeństwa narodowego premiera Icchaka Rabina (1975–1976).
W 1977 roku został ponownie wybrany do Knesetu z listy założonego przez siebie ugrupowania Szlomcijon, jako jeden z dwóch posłów obok Jicchaka Jicchakiego. Wkrótce po wyborach partia połączyła się z Likudem. W latach 1977–1981 był ministrem rolnictwa w rządzie premiera Menachema Begina. Głównie zajmował się kwestiami związanymi z rozbudową osiedli żydowskich na terytoriach okupowanych przez Izrael. Prowadził także rozmowy nad współpracą rolniczą z Egiptem. Po podpisaniu porozumienia pokojowego z Egiptem dowodził akcją siłowego usuwania z Synaju żydowskich osadników (choć wcześniej należał do promotorów osadnictwa na Synaju).
W 1981 roku został ministrem obrony (do 1983). Planował działania izraelskiej armii w Libanie, w wyniku których miały zostać zniszczone struktury Organizacji Wyzwolenia Palestyny. Uczestniczył w rozmowach z licznymi afrykańskimi państwami. Brał również udział w negocjacjach nad strategicznym porozumieniem ze Stanami Zjednoczonymi.
Podczas wojny libańskiej w 1982 roku doszło do masakry Palestyńczyków w obozach Sabra i Szatila. Wydarzenia te, w trakcie których zginęło według różnych źródeł od kilkuset do 4000 osób, kosztowały Szarona tekę ministra obrony i doprowadziły do załamania jego kariery politycznej po tym, jak Izraelczycy wzięli udział w kilkusettysięcznych manifestacjach przeciwko niemu.
Badająca wydarzenia w Sabra i Szatila izraelska Komisja Kahana uznała pośrednią odpowiedzialność Szarona, który pozwolił falangistom na wtargnięcie do obozów (niektórzy, np. publicysta Robert Fisk, oskarżają go o świadome doprowadzenie do masakry). Od tamtej pory Szaron przez wielu ze swych przeciwników nazywany był Rzeźnikiem Libanu. Grupa ocalałych z masakry Palestyńczyków złożyła w 2002 r. pozew przeciwko Szaronowi w belgijskim sądzie, został jednak on oddalony z przyczyn formalnych.
W latach 1983–1984 był ministrem bez teki, a następnie z ramienia prawicowej partii Likud od 1984 roku był ministrem handlu i przemysłu (do 1990). W 1985 roku zawarł porozumienie o wolnym handlu ze Stanami Zjednoczonymi.
W latach 1990–1992 był ministrem budownictwa i przewodniczącym Ministerialnego Komitetu od Imigracji i Absorpcji. Gdy do Izraela przybyła wielka fala żydowskich imigrantów z ZSRR, Szaron zainicjował program budowy 144 tysięcy nowych mieszkań.
W latach 1992–1996 był członkiem parlamentarnej Komisji Obrony i Spraw Zagranicznych. W 1996 roku został ministrem narodowej infrastruktury. Między innymi zawarł umowy o współpracy z Jordanią, Egiptem i Autonomią Palestyńską. W 1998 roku jako wicepremier uczestniczył w negocjacjach z władzami palestyńskimi. Kontrowersje wzbudziła jego ponowna nominacja na stanowisko ministra obrony (1998) w rządzie Binjamina Netanjahu.

#### Szaron na Wzgórzu Świątynnym
28 września 2000 roku Ariel Szaron, już jako lider opozycyjnego Likudu, wraz z delegacją tej partii odwiedził meczet znajdujący się na szczycie Wzgórza Świątynnego (Al-Haram Al-Sharif) na Starym Mieście w Jerozolimie. Jest to trzecie najświętsze miejsce w islamie, sąsiadujące z tzw. Ścianą Płaczu (inaczej Murem Zachodnim, czyli pozostałością po żydowskiej świątyni). Pretekstem dla wizyty Szarona były skargi wnoszone przez izraelskich archeologów pracujących nad rekonstrukcją stajni króla Salomona. Naukowcy ci twierdzili, że islamscy działacze religijni niszczyli wykopaliska.
Pomimo tego, że na pojawienie się polityka w tym miejscu wydało zgodę wielu urzędników palestyńskich (włączając w to samego Arafata), wielu ludzi protestowało przeciwko z powodu kontrowersyjnych poglądów politycznych Szarona. Wizyta ta została odebrana przez Palestyńczyków jako prowokacja, zwłaszcza że politykowi towarzyszyło ok. 1000 ochroniarzy, jako że twierdził on, że jego życie jest w niebezpieczeństwie. Krytycy twierdzili, że czyn ten miał podłoże wyłącznie polityczne, a Szaron zdawał sobie sprawę z tego, że odwiedzenie Wzgórza Świątynnego może stać się iskrą zapalną dla wybuchu konfliktu. Tak też się stało – wizyta Szarona stała się jednym z powodów wybuchu tzw. intifady Al-Aksa.

#### Pierwszy rząd Szarona
Po załamaniu negocjacji między Izraelem a Autonomią Palestyńską w Camp David i wybuchu drugiej Intifady we wrześniu 2000 roku upadł mniejszościowy rząd Ehuda Baraka. Po wyborach (7 lutego 2001) premierem został Ariel Szaron – otrzymał 62,5% głosów. Utworzył rząd jedności narodowej, oparty na szerokiej koalicji od lewicowej Partii Pracy po ultraprawicowe ugrupowania, takie jak Moledet oraz Nasz Dom Izrael. W tym czasie nasiliła się znacznie fala palestyńskich zamachów samobójczych.

#### Drugi rząd Szarona
Po 18 miesiącach rząd Szarona upadł, czego przyczyną było wycofanie się z koalicji Partii Pracy.
Po wyborach Szaron został ponownie premierem rządu firmowanego przez koalicję złożoną z Likudu, antyklerykalnego Szinui (Zmiana), Partii Narodowo-Religijnej i Unii Narodowej.

#### Likwidacja osiedli w Strefie Gazy

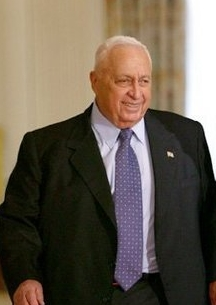
Ariel Szaron (2004)

W 2004 roku Ariel Szaron wbrew opinii swojej partii (Likudu) rozpoczął promocję planu likwidacji żydowskich osiedli w Strefie Gazy. Plan zakładał wycofanie do końca 2005 roku wszystkich 21 osiedli ze Strefy Gazy wraz ze stacjonującymi tam oddziałami Izraelskich Sił Obronnych (IDF) oraz 4 osiedli z Zachodniego Brzegu Jordanu.
Projekt ten wzbudził ostry sprzeciw prawicowych polityków oraz samych osadników i związanych z nimi środowisk, które zorganizowały wielotysięczne manifestacje. Wśród podobnej atmosfery 9 lat wcześniej (1995) ofiarą zamachu padł premier Icchak Rabin, toteż izraelskie służby bezpieczeństwa wzmocniły ochronę ówczesnego szefa rządu.
Badania opinii publicznej pokazywały jednak, że ponad 2/3 Izraelczyków popierało plan Szarona. Taką też proporcją głosów (64:44) przyjął Kneset pierwszą część planu, dotyczącą odszkodowań dla wycofanych osadników. Zostało to przez sporą część międzynarodowej opinii publicznej uznane za historyczny ruch ze strony władz Izraela, które zdały się zamanifestować tym samym gotowość trwałego wycofania z części ziem, które od wojny sześciodniowej (1967) pozostają pod kontrolą Izraela, a które uważane są za fragment Ziemi Obiecanej. Równocześnie Szaron miał wielki udział w przeforsowaniu planu (popieranego przez większą część izraelskiej opinii publicznej) budowy 3500 domów na Zachodnim Brzegu, łączących wschodnią, arabską część Jerozolimy z największym osiedlem żydowskim Ma’ale Adummim, co prawdopodobnie uniemożliwiłoby podział miasta i utworzenie tam podwójnej stolicy Państwa Izrael i przyszłego państwa palestyńskiego. Wykonanie tego planu, po wyrażeniu wobec niego dezaprobaty przez amerykańskie koła rządowe, jak i samego George’a W. Busha, zwykle popierającego nawet budzące największe wątpliwości działania izraelskie, zostało zawieszone na 2 lata.
Pomiędzy 16 a 30 sierpnia 2005 roku izraelskie wojsko i policja usunęły 8500 żydowskich osadników z 21 osiedli w Strefie Gazy. Kiedy stało się jasne, że premier nie cofnie się przed zlikwidowaniem osiedli, grupa ultraprawicowych rabinów na czele z Josefem Dajanem rzuciła na Szarona starożytną klątwę, wzywając Anioła Śmierci, aby zabił szefa rządu. Żołnierze zniszczyli buldożerami wszystkie pozostałości po osadnictwie (poza budynkiem synagogi) i oficjalnie opuścili Strefę Gazy 11 września 2005 roku, zamykając ogrodzenie graniczne w Kissufim.
O ile poczynania te spotkały się z oburzeniem skrajnie prawicowych członków m.in. Likudu i członków ruchu osadniczego, to badania opinii publicznej wskazywały na to, że społeczeństwo izraelskie wspierało plan Szarona.
27 września 2005 roku Szaron zwyciężył w wewnątrzpartyjnym referendum, uzyskując 52% głosów przeciwko 48%. Referendum to zostało zainicjowane przez Binjamina Netanjahu, który następnie w proteście przeciwko polityce Szarona opuścił władze partii.

#### Założenie Kadimy
18 listopada 2005 roku opuścił szeregi partii Likud, której był przewodniczącym i poprosił prezydenta o rozpisanie przyspieszonych wyborów parlamentarnych. Jednocześnie poinformował o utworzeniu nowej partii centrowej Kadima (Naprzód). Sondaże wskazywały, iż Szaron najprawdopodobniej ponownie zostanie premierem, a jego nowej partii przyznawały nawet 40 miejsc w 120-osobowym Knesecie. Po opuszczeniu przez Szarona Likudu zwolnione przez niego miejsce lidera przejął 20 grudnia 2005 jego długoletni rywal wewnątrzpartyjny, Binjamin Netanjahu.

### Choroba i śmierć
Trafił do szpitala 18 grudnia 2005, po tym, jak ucierpiał na skutek niewielkiego udaru mózgu. W trakcie trwającej kilka dni hospitalizacji stwierdzono także niewielki obszar niedokrwienny w sercu premiera. Wyznaczono mu operację kardiochirurgiczną na 5 stycznia 2006 roku.

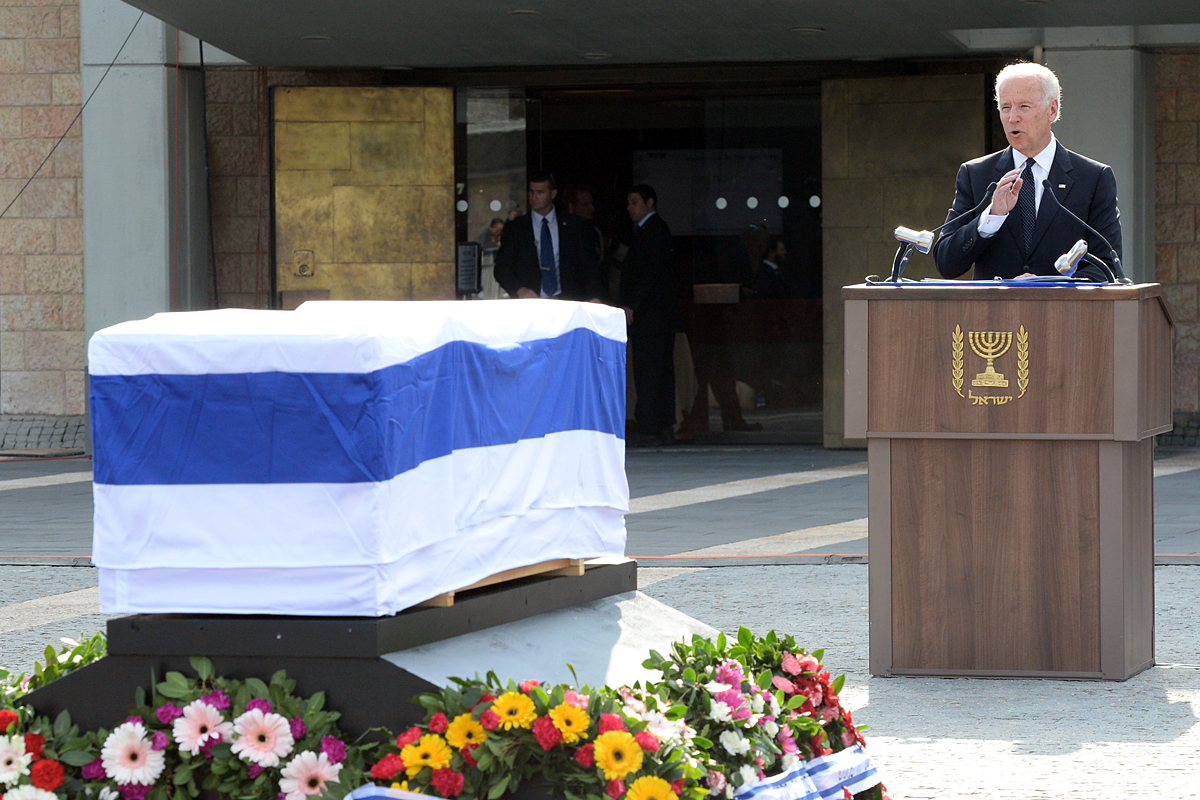
Przemówienie wiceprezydenta USA Joego Bidena w trakcie uroczystości pogrzebowych Ariela Szarona w Jerozolimie, 13 stycznia 2014 r.

4 stycznia 2006 Szaron doznał ciężkiego udaru mózgu i został przewieziony ze swego rancza Havat Hashikmim na pustyni Negew do szpitala Hadassa w Jerozolimie. Tam przeprowadzono operację mózgu premiera. Mimo że stan Szarona określany był jako stabilny, lekarze opisali udar jako znaczny. Po siedmiogodzinnej operacji mającej na celu zahamowanie krwotoku do mózgu i usunięcie zakrzepłej krwi neurolodzy ocenili szanse na wyzdrowienie jako bardzo niskie. Szaron pozostawał odtąd w śpiączce.

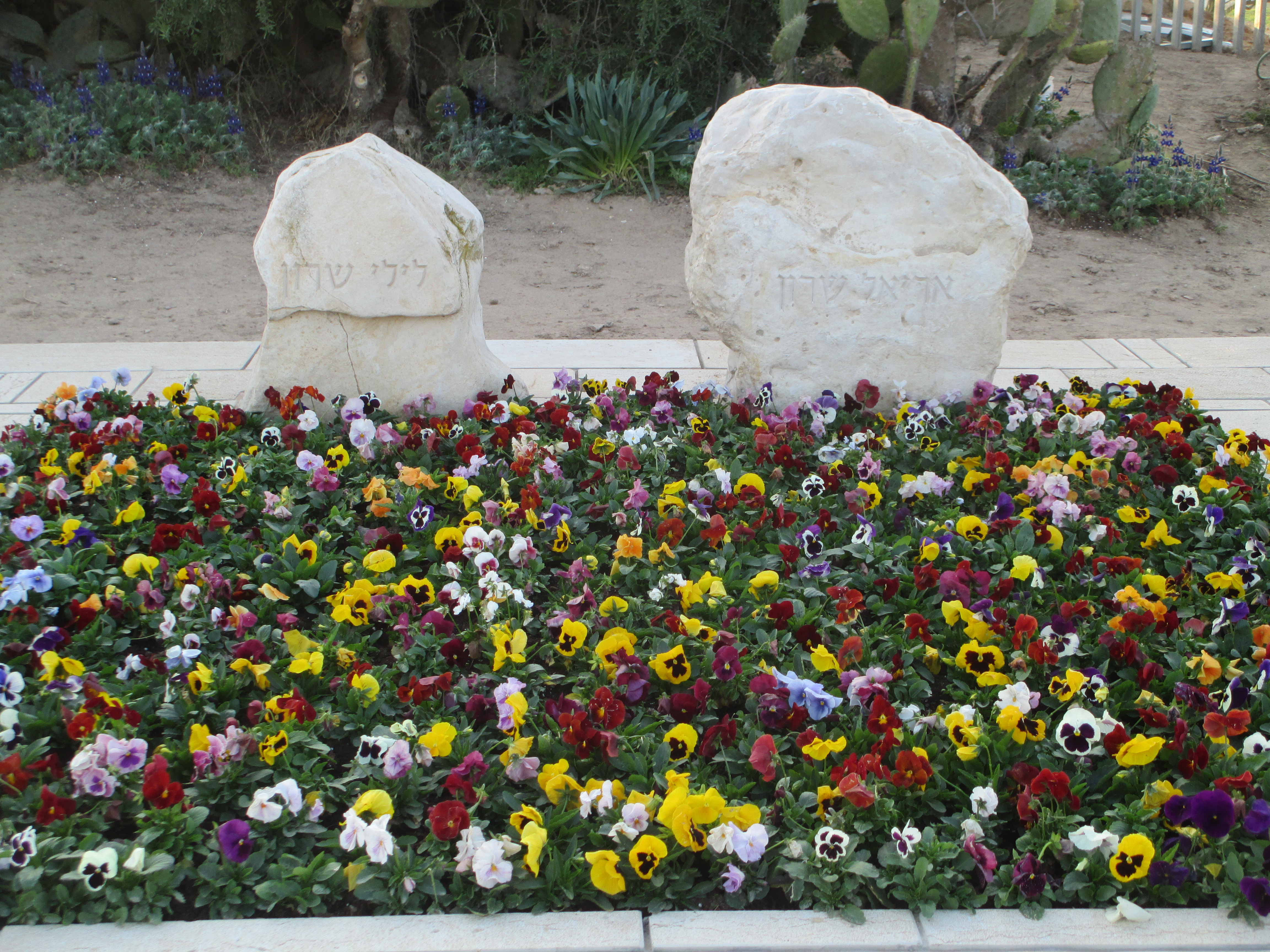
Grób Ariela Szarona i jego żony Lili.

Tego samego dnia Szaron został uznany za tymczasowo niezdolnego do pełnienia swoich funkcji. Jego uprawnienia przejął dotychczasowy wicepremier, Ehud Olmert. Poprowadził on Kadimę do zwycięstwa w wyborach parlamentarnych z 28 marca 2006 r., zostając samemu premierem koalicyjnego rządu 4 maja tegoż roku.
Zmarł 11 stycznia 2014 w szpitalu Tel ha-Szomer w Tel Awiwie, po 8 latach śpiączki.
Trumna z ciałem Szarona została wystawiona na widok publiczny w siedzibie izraelskiego parlamentu, Knesecie. Pogrzeb wyznaczono na 13 stycznia. Szaron spoczął u boku swojej żony Lily, na terenie rodzinnej posiadłości na skraju pustyni Negew, przy granicy ze Strefą Gazy.

## Krytyka Szarona
Jako polityk i generał izraelski wielokrotnie podlegał krytyce zarówno ze strony publicystów i polityków izraelskich, jak również ze strony różnych środowisk nieżydowskich. Krytyka w Izraelu była związana z polityką partii, jakim przewodził: do 2005 roku partii Likud, następnie partii Kadima. Krytyka za granicą wiązała się z krytyką polityki izraelskiej, zwłaszcza w okresie sprawowania przez niego funkcji premiera.
Zarówno w kraju, jak i za granicą Ariel Szaron był, podobnie jak wielu innych przedstawicieli izraelskiego establishmentu, oskarżany o zbrodnie wojenne: zwłaszcza w związku z masakrą Sabry i Szatili oraz innymi kontrowersyjnymi posunięciami podczas wojny z Libanem w 1982 roku, a także wcześniejszymi operacjami, którymi dowodził. Podczas masakry w obozach Sabra i Szatila od 460 do 3500 uchodźców palestyńskich zginęło z rąk sił maronickiej Falangi Libańskiej. Wojska izraelskie okupujące Liban dostarczyły bojówkom chrześcijańskim wsparcie logistyczne oraz ułatwiły wstęp do obozu. Komisja powołana przez Kneset do wyjaśnienia udziału izraelskich wojsk obarczyła Ariela Szarona osobistą odpowiedzialnością za zlekceważenie ryzyka masakry; Szaron w związku z tym został odwołany z pełnionej funkcji ministra obrony Izraela. W opinii Palestyńczyków, lewicowych intelektualistów izraelskich oraz zagranicznych dziennikarzy, odpowiedzialność Szarona była znacznie większa. W 1987 Szaron pozwał miesięcznik Time, który oskarżył go o bezpośrednie kierowanie tą zbrodnią. Sąd oddalił pozew, gdyż w jego opinii oskarżenia wobec Szarona były nieprawdziwe, ale pisane w dobrej wierze. W 2001 krewni ofiar masakry w Sabrze próbowali pozwać Szarona przed sądem w Belgii, do procesu jednak z przyczyn proceduralnych nie doszło.
Był oskarżany o nieprzejednane, agresywne stanowisko w polityce międzynarodowej: przez wiele lat sprzeciwiał się negocjacjom pokojowym z Palestyńczykami i wycofaniu się ze Strefy Gazy i Zachodniego Brzegu, traktatowi pokojowemu z Egiptem oraz wspierał ruch na rzecz kolonizacji Strefy Gazy i Zachodniego Brzegu.
Po przymusowej deportacji 8,5 tysiąca osadników żydowskich ze Strefy Gazy w 2005 roku wielu jego krytyków wskazywało na dalszą kolonizację Zachodniego Brzegu, która wraz z kontynuacją budowy muru separującego miała służyć uniemożliwieniu powstania zdolnego do samodzielnej egzystencji państwa palestyńskiego. Równocześnie z najradykalniejszych pozycji syjonistycznych oskarżano go o zdradę Izraela.
Krytyka wobec Szarona obejmuje też m.in.:
- udział za pośrednictwem syna w korupcyjnej tzw. aferze Appela (sprawa z braku dowodów nie zakończyła się w sądzie);
- wezwanie w 2004 roku francuskich Żydów do emigracji do Izraela z powodu francuskiego antysemityzmu (wywołało to komplikacje w relacjach izraelsko-francuskich).